# Coussapoa parviceps
Coussapoa parviceps är en nässelväxtart som beskrevs av Paul Carpenter Standley. Coussapoa parviceps ingår i släktet Coussapoa och familjen nässelväxter. Inga underarter finns listade i Catalogue of Life.